# Georg Rathgeber (Bibliothekar)
Johann Georg Christian Rathgeber (* 7. September 1800 in Gotha; † 15. April 1875 ebenda) war ein deutscher Bibliothekar in Gotha, der vor allem auf dem Gebiet der Altertumswissenschaften und der Kunstgeschichte publiziert.

## Leben
Georg Rathgeber war das einzige Kind des Gothaer Hofbildhauers Johann Balthasar Jacob Rathgeber. Er studierte an den Universitäten Jena und Berlin. Seit 1826 war er als Assistent von Friedrich Jacobs und als Sekretär an der Herzoglichen Bibliothek in Gotha und am Münzkabinett tätig. Er beschrieb die Bestände der herzoglichen Kunstsammlungen in Gotha. 1851 schied er aus dem Dienst aus. Er galt als „Einsame Sonderling von gründlicher Gelehrsamkeit“.
Er verwendete im Jahr 1839 den Begriff Museologie erstmals im Sinne einer wissenschaftlichen Museums- bzw. Sammlungsbeschreibung. Er bezog dieses zunächst auf die niederländische Kunstgeschichte. Allerdings hatte Karl Otfried Müller den Begriff bereits 1830 in seinem Handbuch der Archäologie der Kunst verwendet. 
Rathgeber war korrespondierendes Mitglied des Istituto di Corrispondenza Archeologica in Rom.

## Schriften (Auswahl)
- Beschreibung der Herzoglichen Gemälde-Gallerie zu Gotha. 3 Lieferungen, Gotha 1834–1835 (Digitalisat).
  - 1. Lieferung (1834)
  - 2. Lieferung (1834)
  - 3. Lieferung (1835)
- Bibliotheca Gothana. Section der abendländischen, mit Gemälden geschmückten Handschriften. Gotha 1839
- Niederländische Münzen und Medaillen des Herzoglichen Museums zu Gotha. Weißensee 1839
- Niederländische Gemälde und Kupferstiche des herzoglichen Museums zu Gotha aus den Jahren MDC. bis MDCLXIV. Gotha 1840
- Hekate Epipyrgidia d’Alcamene sull’ Acropoli d’Atene. In: Annali dell’instituto di corrispondenza archeologica. Band 12, 1841, S. 45–82
- Sopra il simulacro del Mercurio sedente conservato nel real museo Borbonico in Napoli. Gotha 1842
- Annalen der niederländischen Malerei, Formschneide- und Kupferstecherkunst. 2 Bände, Gotha 1844 (Digitalisat)
- Nike in hellenischen Vasenbildern. Eine archäologische Untersuchung. Gotha 1851
- Archäologische Schriften. Nike in hellenischen Vasenbildern. Zusammengesetzte und geflügelte Gestalten in den Denkmälern der Kunst der Babylonier, Assyrier, Phoinikier. Gotha 1857
- Neunundneunzig silberne Münzen der Athenaier aus der Sammlung zu Gotha. Weißensee 1858
- Gottheiten der Aioler. Mit Excursen kunstgeschichtlichen Inhaltes, auch mit dem Schema der Geschichte hellenischer Philosophie. Gotha 1861 (Digitalisat)
- Androklos, bisher borghesischer Fechter benannt, Bildsäule des Kaiserlichen Museums zu Paris. Mit einem Excurse über den Peplos des Aristoteles, Gründers der neuaiolischen Philosophie. Leipzig 1862
- Grossgriechenland und Pythagoras. Gotha 1866
- Ueber den Nordpol der Erde. Aus den Propylaeen der Reformation der Wissenschaft des Hellenischen. Gotha 1868